# 大井沢村 (茨城県)
大井沢村（おおいさわむら）は、1889年（明治22年）4月1日から1955年（昭和30年）3月1日まで存在した茨城県北相馬郡の村。現在の茨城県守谷市北部に当たる地域。

## 地理
茨城県北相馬郡西部に存在した村。主に常総台地上に位置した村で、西南部の低地は1625年（寛永2年）に｢大木新田｣として開墾された。全域が古くは守谷郷に属し、農業が主体の村であった。
地域の西部を流路変更によって掘削された鬼怒川が流れ、鬼怒川西岸の南部（大木流作地区）、立沢北部（素住台地区、後に常総ニュータウン北守谷の開発により消滅）は戦後に開拓の行われた地域となっていた。
現在の地名では板戸井、大木、大山新田、久保ケ丘、御所ケ丘、立沢、松前台、薬師台及び、緑の一部に相当する。

### 地域
- 大字板戸井
  - （字）鵜ケ崎、鬼久保、庚申塚（こうしんつか）、小屋場、槐戸（さいかじと）、十三部（じゅうさんぶ）、千所、高崎、高山、立埜（たての）、滝下、滝山、竹原、樽井後（たるいうしろ）、出口、中ノ台、中畑、中屋敷、中割、根割、原山、古内、前桁、前田（まえた）、前山、前畑、南割、向地、向中ノ台、屋敷後（やしきうしろ）
- 大字大木
  - （字）馬乗場、大木、大木流作、沖割、枯松、川州、川中子、木戸口、金糞（かなくそ）、香取谷、蒲立（かばたつ）、上島（かみじま）、観音前、鬼怒割、栗山、小水門、境割（さかえわり）、山王前、神田ケ入（じんでんがいり）、水神前、胎ノ脇、高崎、高崎下、台、大日下、大日下沖、出津、寺下、遠鹿台（とうかだい）、遠高崎、遠中州道祖神、利根割、中押、中島、中州、中根、中ノ台、中割、楢山、西大木、西久保、根押、稗売、稗穀、東、古川押、前島、前田、前通、前山、松前（まつまえ）、松山、薬師堂
- 大字大山新田
  - （字）大谷原、香取、香取裏、香取下、小屋場、水神後（すいじんうしろ）、水神前、溜原、中耕地、西耕地、東耕地、東原、深田（ふかた）、深田台（ふかただ）、松前（まつまい）、水ケ砂（みつがすな）、南割
- 大字立沢
  - （字）猪ノ尻（いのしり）、後田（うしろだ）、後畑（うしろはた）、大久保、大坪、大山原、鹿島前、蟹内、久保町（くぼちょう）、郷後田（ごううしろだ）、御所台、下井戸（さげいど）、下ケ戸、笹久保、山王後、山王前、山王脇、新田前、千町、大日下、高崎、滝ノ入、堂ノ内、堂ノ前、直道、中ノ台、中畑、中山、西荻久保、野口、野口前、野目里塚（のめりづか）、橋向（はしむかい）、東荻久保、深田ケ入（ふかたがいり）、鼻輪、本郷、本田、前田、水久保（みつくぼ）、宮脇、向地、向山

## 歴史

### 村名の由来
大木村、大山新田の「大」、板戸井村の「井」、立沢村の「沢」を取って大井沢村とした。

### 沿革・年表
- 1777年（安永6年） 相馬郡大山村を相馬郡大山新田に改称。
- 1873年（明治6年）6月15日 廃藩置県により、相馬郡が千葉県所属となる。
- 1875年（明治8年）5月7日 相馬郡のうち、利根川以北が茨城県に移管。
- 1877年（明治10年） 大木村と大木新田が合併し、相馬郡大木村となる。
- 1878年（明治11年）7月22日 郡区町村編制法が施行され、相馬郡が2つに分割され、北相馬郡が成立する。
- 1889年（明治22年） 北相馬郡大木村、大山新田、板戸井村、立沢村が合併し、北相馬郡大井沢村となる。また、村役場を大字大木19番地に設置。
- 1916年（大正5年）5月13日 村役場を大字大木674番地2に移転[1]。
- 1955年（昭和30年）3月1日 守谷町、大野村、高野村と合併し、守谷町となり、消滅する。

## 地域の変遷

### 市町村域
| 安政6年以前    | 安政6年 - 明治10年 | 明治10年 - 明治11年7月21日 | 明治11年7月22日 - 明治22年3月31日 |
| -------------- | ------------------ | -------------------------- | --------------------------------- |
| 相馬郡立沢村   | 相馬郡立沢村       | 相馬郡立沢村               | 北相馬郡立沢村                    |
| 相馬郡板戸井村 | 相馬郡板戸井村     | 相馬郡板戸井村             | 北相馬郡板戸井村                  |
| 相馬郡大山村   | 相馬郡大山新田     | 相馬郡大山新田             | 北相馬郡大山新田                  |
| 相馬郡大木村   | 相馬郡大木村       | 相馬郡大木村               | 北相馬郡大木村                    |
| 相馬郡大木新田 | 相馬郡大木新田     | 相馬郡大木村               | 北相馬郡大木村                    |

| 明治22年4月1日 - 昭和30年2月28日 | 昭和30年3月1日 - 平成14年2月2日 | 現在   |
| -------------------------------- | ------------------------------- | ------ |
| 北相馬郡大井沢村                 | 北相馬郡守谷町                  | 守谷市 |

## 交通
当時、大井沢村には鉄道駅は存在しなかったが、地域の東部を常総鉄道（後の常総筑波鉄道、現在の関東鉄道常総線）が通り、隣接する守谷町の守谷駅、小絹村の小絹駅が利用できた。また、明治期には東京市へ行く蒸気船｢通運丸｣が鬼怒川を通っていた。

## 施設
- 大井沢駐在所（守谷派出所管内）
- 大井沢村立大井沢小学校
- 大井沢村立大井沢中学校
- 滝下橋